# Тойота Индастриз Шаттлз
«Тойота Индастриз Шаттлз» (яп. 豊田自動織機シャトルズ, англ. Toyota Industries Shuttles — «Шаттлы») — японский регбийный клуб, выступающий в высшем дивизионе национального регби — Топ-лиге. Команда образована в 1984 году и представляет префектуру Айти (префектура). Домашние матчи коллектива проходят на стадионе «Мидзухо» (Нагоя), способном вместить 15 тысяч зрителей. Традиционная расцветка формы: голубые регбийки, белые шорты, голубые носки.
Название «Шаттлз» содержит отсылку к одному из продуктов японской фирмы Toyota Industries, а именно непрерывно работающий летающий ткацкий челнок (англ. Non-Stop Shuttle Change Toyoda Automatic Loom).

## Известные игроки
- Бен Голлингс
- Роуэн Варти
- Дион Уоллер
- Итереими Равага
- Вилиаме Сатала
- Луатанги Ватувеи

## Состав
Состав на сезон 2016/17.